# Прокура
Прокура, као институт, потиче из Германског права, и представља пуномоћје чија су садржина и обим овлашћења одређени законом. Сама реч прокура је латинског порекла и потиче од глагола procurare, што значи: обављати послове у име другога; управљати. Како бисмо ближе одредили овај појам, можемо рећи да је прокура као пуномоћје везана за привредну делатност, тј односи се на заступање привредних друштава. У складу са тим, прокуру уводи и дефинише Закон о привредним друштвима.

## Појам прокуре
Закон о привредним друштвима дефинише прокуру као пословно пуномоћје којим друштво овлашћује једно или више физичких лица да у његово име и за његов рачун закључују правне послове и предузимају друге правне радње. У изузетним случајевима, прокура се може издати и само за огранак друштва. Физичко лице које је примило ова овлашћења, назива се прокуриста. Прокура је непреносива и прокуриста не може дати пуномоћје за заступање другом лицу. Прокура се може дати било ком лицу у привредном друштву или запосленом код предузетника. Прокура се може дати и другом лицу (афирмисани специјалиста за одређену област уговора). Прокуру даје директор привредног друштва, уз сагласност органа управљања (ортака у случају ортачког друштва, командитора и комплементара у случају командитног друштва, односно скупштине у случају ДОО или АД). Предузетник издаје прокуру лично и не може пренети овлашћења за издавање прокуре на друго лице. Овде је реч о најширем пуномоћју, те отуда закон императивно одређује да се давање и престанак овлашћења из прокуре региструје. Прокуриста се региструје у складу са законом о регистрацији.
Привредно друштво има апсолутно право да опозове прокуру у свако доба. Прокуриста такође може отказати прокуру у свако доба, с тим што је обавезан да наредних 30 дана, рачунајући од дана доставе отказа, закључује правне послове и предузима друге правне радње ако је то потребно ради избегавања настанка штете за друштво.

## Врсте прокуре
Прокура може бити појединачна или заједничка. Појединачна прокура се може дати једном или већем броју лица. Ако је дата већем броју лица, сваки од прокуриста наступа самостално, у чему се оваква прокура и разликује од заједничке. Када је реч о заједничкој прокури, правни послови које закључују или правне радње које предузимају прокуристи, пуноважни су само уз изричиту сагласност свих прокуриста. Ова сагласност може бити дата као претходна или накнадна. У заједничкој прокури може бити наведено да је за пуноважност довољна сагласност тачно одређеног броја прокуриста.

## Овлашћења и ограничења
Овлашћења прокуристе везана су за закључивање уговора и вршење правних послова и радњи у вези са пословањем привредног друштва. Посебна ограничења дефинише Закон о привредним друштвима, и према њему прокуриста не може без посебног овлашћења да:
1. закључује правне послове и предузима правне радње у вези са стицањем, отуђењем или оптерећењем непокретности и удела и акција које друштво поседује у другим правним лицима (куповина, продаја или залога непокретности и удела и акција)
2. преузима меничне обавезе и обавезе јемства
3. закључује уговоре о зајму и кредиту
4. заступа друштво у судским поступцима или пред арбитражом

### Ограничења везана за закључење уговора у име друштва
Прокуриста не може без посебног овлашћења закључивати уговоре у своје име и за свој рачун, у своје име а за рачун другог лица, нити у име и за рачун другог лица, са друштвом које му је издало прокуру. Дакле, не може без посебног овлашћења наступати као друга уговорна страна. Овакву врсту посебног овлашћења издају органи управљања (ортаци, комплементари, односно скупштина), осим ако је оснивачким актом, односно статутом другачије одређено.
Прокуриста, као и сви заступници друштва, дужан је да приликом потписивања докумената у име друштва, уз свој потпис наведе своју функцију у друштву. Ово није формалан услов за валидност потписаног документа.
Ван ових законских оквира, овлашћења прокуристе су неограничена-не могу се општим актом ограничити ни садржински ни временски (не може се дати прокура на одређено време), нити се вршење овлашћења из прокуре може везати за одређене услове.

## Одговорност прокуристе
Уколико прекорачи границе својих овлашћења, прокуриста одговара за штету коју нанесе друштву. Са друге стране, прокуриста је ослобођен ове одговорности ако је поступао у складу са одлуком надлежног органа друштва, односно ако су његове радње накнадно одобрене од стране тог органа.